# ATK (motorfiets)
ATK is de naam van een kettinggeleidingssysteem voor motorfietsen, waaruit later een motorfietsmerk ontstond.
ATK: Anti Tension Kettenantrieb of Austrian Torque Konverter, Tustin, Californië, later City of Commerce, Californië en Centerville, Utah.
ATK was oorspronkelijk een tandwielgeleidingssysteem van de Oostenrijkse ingenieur Horst Leitner om de rek van kettingen bij het inveren tegen te gaan. Voor de productie richtte hij in 1983 het bedrijf ATK op.
In 1986 ging men eigen frames met het systeem maken voor de Honda XR-motoren, maar ging ook zelf terreinmotoren met Rotax-blokken maken.
In 1989 nam Ken Wilkes het bedrijf over en verplaatste het naar City of Commerce. In 1993 volgde een nieuwe verhuizing naar Centerville.
In 2003 werd het failliete merk van motorfietsen en mountainbikes Cannondale overgenomen.
De naam van het kettinggeleidingssysteem veranderde in de loop van de tijd in A-Trax.